# ユルゲン・オットー・ベーゼンハルト
ユルゲン・オットー・ベーゼンハルト（Jürgen Otto Besenhard、1944年5月15日レーゲンスブルク生、2006年11月4日グラーツ没）は、ドイツの化学者（電気化学者）。ミュンスター大学およびグラーツ工科大学教授。特に、リチウム電池およびリチウムイオン二次電池の化学に貢献し、その分野の世界的権威とみなされている。

## 生涯と業績
ベーゼンハルトは1973年にミュンヘン工科大学で博士号を取得した（非水電解質中における微量化合物の可逆的電極反応）。 ブリストル大学のロジャー・パーソンズの下に博士研究員として在籍した(1977年)のち、ミュンヘンで教育および研究を行なった。. 1986年、ミュンスター大学にて教授職に就く。 1992年、ミュンスターにて 6. Internat. Meeting on Lithium Batteries を開催する。1993年、グラーツ工科大学に化学工学科の科長として転任する。電気的活性材料研究プロジェクトのリーダーおよび、 応用電気化学コンピテンスセンター ECHEM の筆頭顧問を務めた。
リチウム電池の他にも、電気化学の幅広い分野（燃料電池やスーパーキャパシタなど）に貢献がある。ベーゼンハルトは業界と緊密に連携をとったため、彼の研究成果の多くは社外秘とされ、公開されなかった。
彼は800を超える科学的著作を著し、100を超える学部学生および博士学生を指導し、50を超える特許を取得した。 ベーゼンハルトは Handbook of Battery Materials の編集者および Journal of Solid State Electrochemistry, ITE Letters on Batteries, New Technology and Medicine, Ionics, International Journal of Electrochemical Science の共同編集者を務めた。彼はウィーンのクリスチャン・ドップラー研究所の評議員もつとめ、2002年にはロシュミットメダル、2000年に Hawaii Battery Award および  International Battery Material Association (IBA) よりリチウム電池のアノードに関する先駆的業績に対して Yeager Award を受賞している。 2004年、グラーツにてIBAのコンファレンスを開催し、2006年にはIBAの総長となった。
上海ミクロシステム・情報技術研究所の客員教授でもあった。

## 著書
- Winter, Martin; Besenhard, Jürgen O. (1999). “Wiederaufladbare Batterien”. Chemie in unserer Zeit 33 (5):  252–266. doi:10.1002/ciuz.19990330503. ISSN 1521-3781.
- Winter, Martin; Besenhard, Jürgen O. (1999). “Wiederaufladbare Batterien”. Chemie in unserer Zeit 33 (6):  320–332. doi:10.1002/ciuz.19990330603. ISSN 1521-3781.
- Claus Daniel, J. O. Besenhard, ed (2011). Handbook of Battery Materials (2nd ed.). Wiley-VCH. ISBN 978-3-527-32695-2
- Besenhard, J.O.; Fritz, H.P. (1974). “Cathodic reduction of graphite in organic solutions of alkali and NR4+ salts”. Journal of Electroanalytical Chemistry and Interfacial Electrochemistry 53:  329–333. doi:10.1016/S0022-0728(74)80146-4. ISSN 0022-0728 2015年12月10日閲覧。.
- Besenhard, J.O. (1976). “The electrochemical preparation and properties of ionic alkali metal-and NR4-graphite intercalation compounds in organic electrolytes”. Carbon 14:  111–115. doi:10.1016/0008-6223(76)90119-6. ISSN 0008-6223 2015年12月10日閲覧。.
- Schöllhorn, R.; Kuhlmann, R.; Besenhard, J.O. (1976). “Topotactic redox reactions and ion exchange of layered MoO3 bronzes”. Materials Research Bulletin 11:  83–90. doi:10.1016/0025-5408(76)90218-X. ISSN 0025-5408 2015年12月10日閲覧。.
- Besenhard, J.O.; Eichinger, G. (1976). “High energy density lithium cells: Part I. Electrolytes and anodes”. Journal of Electroanalytical Chemistry and Interfacial Electrochemistry 68:  1–18. doi:10.1016/S0022-0728(76)80298-7. ISSN 0022-0728 2015年12月10日閲覧。.
- Eichinger, G.; Besenhard, J.O. (1976). “High energy density lithium cells: Part II. Cathodes and complete cells”. Journal of Electroanalytical Chemistry and Interfacial Electrochemistry 72:  1–31. doi:10.1016/S0022-0728(76)80072-1. ISSN 0022-0728 2015年12月10日閲覧。.
- Besenhard, J.O.; Fritz, H.P. (1975). “Reversibles elektrochemisches legieren von metallen der V. hauptgruppe in organischen Li+—Lösungen”. Electrochimica Acta 20:  513–517. doi:10.1016/0013-4686(75)90042-0. ISSN 0013-4686 2015年12月10日閲覧。.